# 大源街道
大源街道是中华人民共和国广东省广州市白云区下辖的一个街道办事处，位于白云区中部。辖区总面积27.68平方公里，下辖3个社区、3个行政村。

## 行政区划
大源街道下辖以下村级行政区划单位：
源山社区、蓝山社区、福源社区、米龙村、大源村和石湖村。